# Umedalens skulpturpark

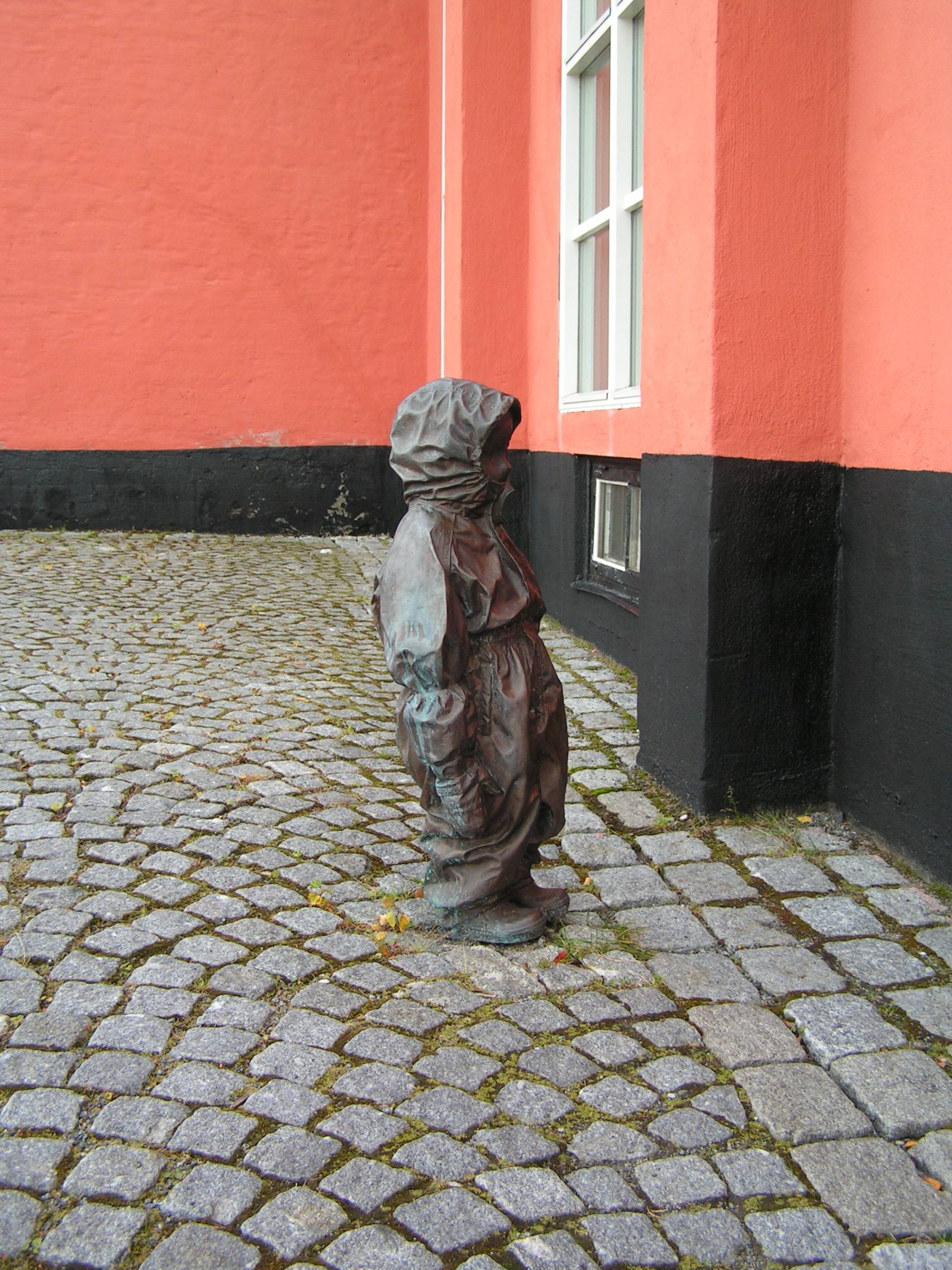
Out av Charlotte Gyllenhammar.

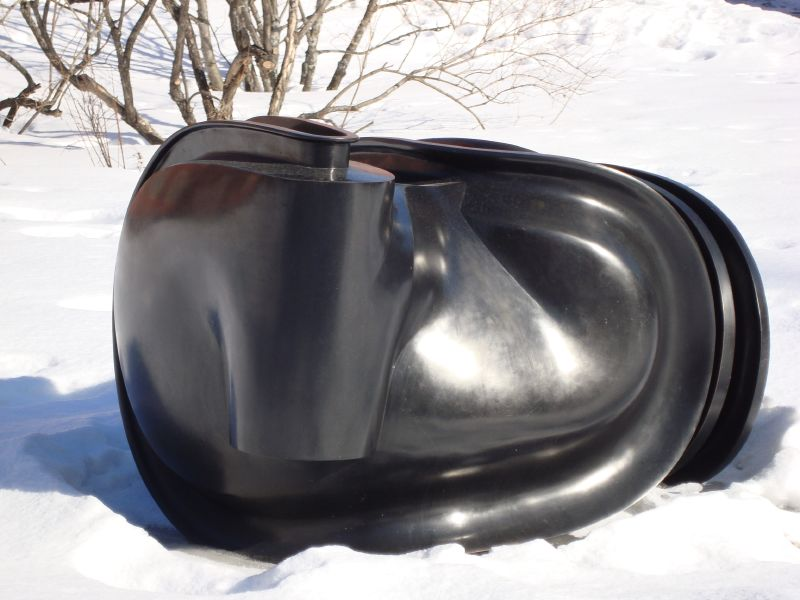
Early Forms av Tony Cragg.

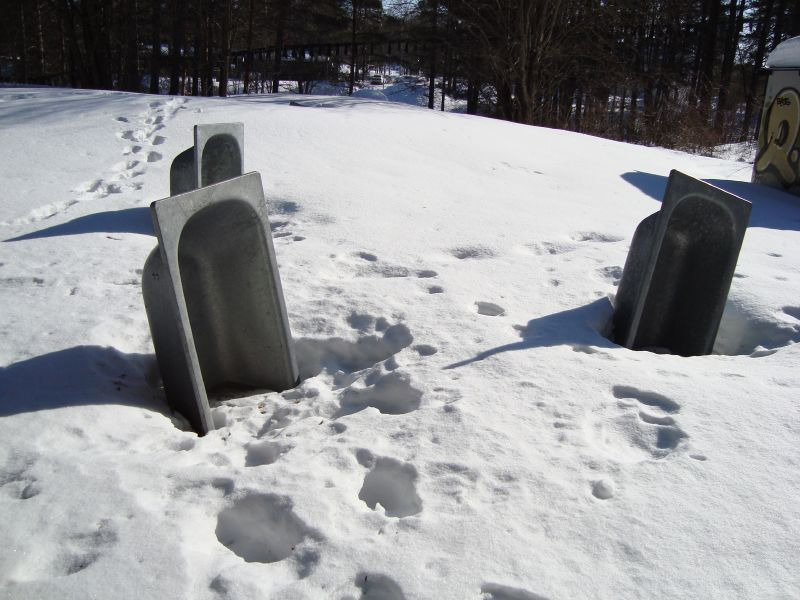
Utan titel av Carina Gunnars.

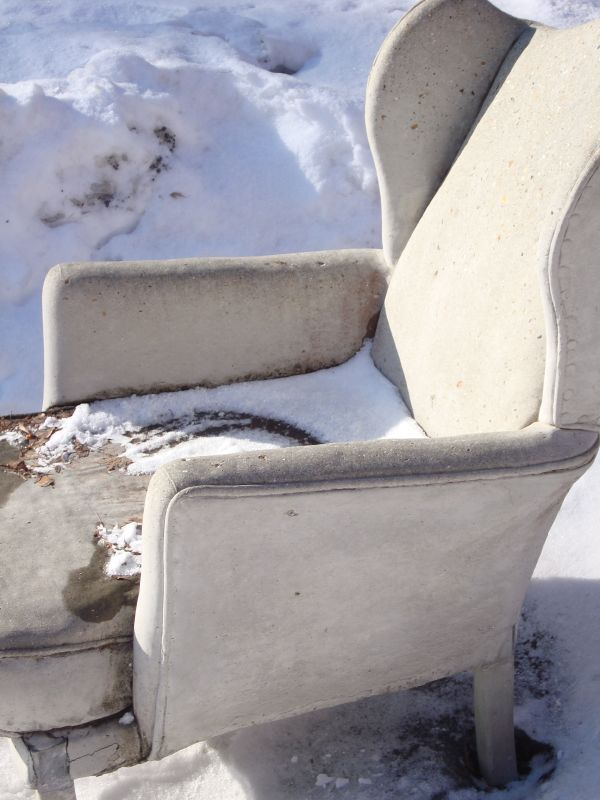
Hardback av Nina Saunders.

Umedalens skulpturpark är en skulpturpark i det före detta sjukhusområdet på Umedalen i västra Umeå. Åren 1994 till  2000 arrangerades varje år, och från millennieskiftet fram till 2012 vartannat år, grupputställningar i parken under namnet Umedalen Skulptur.
Bakom utställningen stod Galleri Andersson/Sandström och fastighetsbolaget Balticgruppen, som 1987 köpt det nedlagda mentalsjukhuset Umedalen – ett tjugotal stenhus med omgivande parkmark – av Västerbottens läns landsting. Konstnärliga ledare var Stefan Andersson och Sara Sandström Nilsson. 190 svenska och internationella konstnärer har genom åren ställt ut sina verk i parken. Balticgruppen – numera omdöpt till Fort Knox – har dessutom förvärvat 45 skulpturer, som nu bildar en permanent samling på området. Allt är fritt tillgängligt att besöka dygnet runt, året om, utan entréavgift.
Umedalens skulpturpark har med tiden blivit en av Västerbottens mest populära attraktioner, med mer än 20000 besökare varje sommar. Parken fick Sveriges Tidskrifters pris Bästa konstarrangemang i Sverige 2000, Kultur och Näringslivs pris Bästa Kultursponsring 2004, Boverkets Stadsmiljöråds pris för bästa exemplet i landet på Konst och design i det offentliga rummet 2005.

## Permanent utställda verk i urval

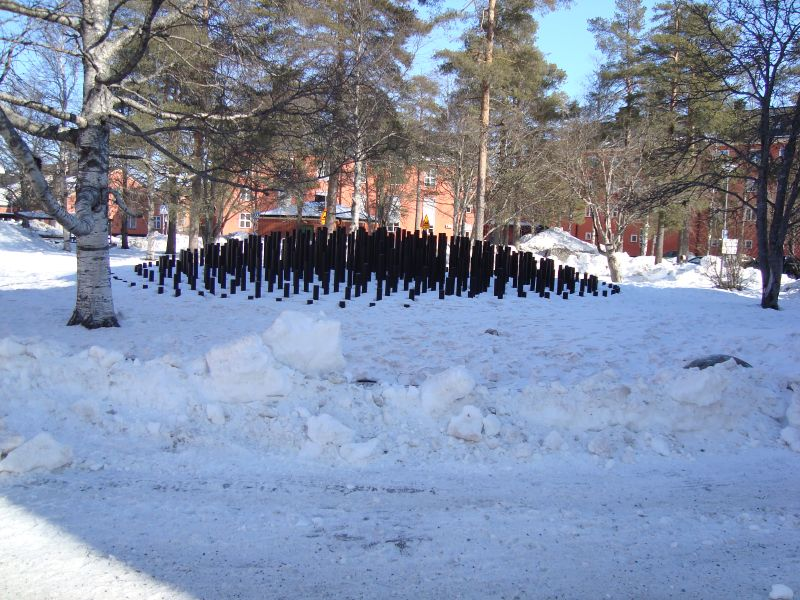
Forest Hill av Buky Schwartz.

- Mor och Barn (1958), brons, av David Wretling
- Still Running (1990–1993), gjutjärn, av Antony Gormley
- Another Time VIII (2007), gjutjärn, by Antony Gormley
- Pillar of light (1991), sandsten, av Anish Kapoor
- Utan titel (1994), galvaniserade badkar, av Carina Gunnars
- Arch (1995), granit, av Claes Hake
- Eye Benches II (1996–1997), diabas från Zimbabwe, av Louise Bourgeois
- Social Meeting (1997), träskidor, av Raffael Rheinsberg
- Utan titel (1998), målad brons, av Roland Persson
- Early Forms (1999), brons, av Tony Cragg
- Alliansring (2000), brons, av Anna Renström
- Utan titel (2001), granit, av Bård Breivik
- Skogsdunge (2002), flaggstänger, av Kari Cavén
- Utan titel (2002), rostfritt stål, av Anne-Karin Furunes
- Homestead (2004), trä, betong, av Clay Ketter
- Dysfunctional Outdoor Gym (2004), trä, metall och rep, av Torgny Nilsson
- Den sjuka flickan (2004), stål, av Jacob Dahlgren
- Flip (2006), stål, av Mats Bergquist
- Tillåtet, vinyl och aluminium, 1990-2006, av Mikael Richter
- Black, Grey, Broken Sky and Palest Blue, keramik och stål, 2010, av Astrid Sylwan
- Forest Hill, plaströr, betong, 1997, av Buky Schwartz
- The most lonesome story ever told, 1998, av Jonas Kjellgren
- Heart of trees, brons och träd, 2007, av Jaume Plensa
- Nosotros, målat stål, 2008, av Jaume Plensa
- Räddningsplats, 2008, textil, gräs, solrosfrön, av Gunilla Samberg
- The Whirlwind in the Thornbush, 1/3, av Nina Saunders
- Koma-Amok, stål, 1997, av Bigert & Bergström
- 55 meter long double-line of double-boulders, stenblock, 1997, av Richard Nonas
- Vegetation Room VII, resin och bronspulver, 2000, av Cristina Iglesias
- Concrete and leaves, betong, 1996, av Mirosław Bałka
- Umea Prototype, cortenstål med silverbjörkträd, 1999–2000, av Serge Spitzer
- Trajan's Shadow, brons, oljefärg, stål, 2001, av Sean Henry
- Beam Walk, stål, 1996, av Cristos Gianakos
- Kastenhaus 1166, metall, trä, PVC, 2000, av Winter/Hoerbelt

## Skulpturer som inte längre finns i skulpturparken
- Hardback (2000) av Nina Saunders
- Out (2004), brons, av Charlotte Gyllenhammar

## Bilder

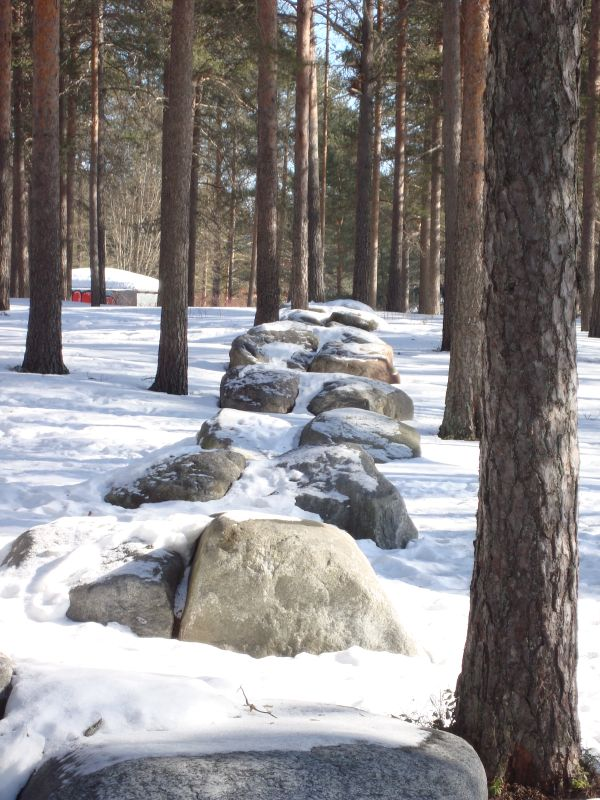
55 meter long double-line of double-boulders av Richard Nonas.
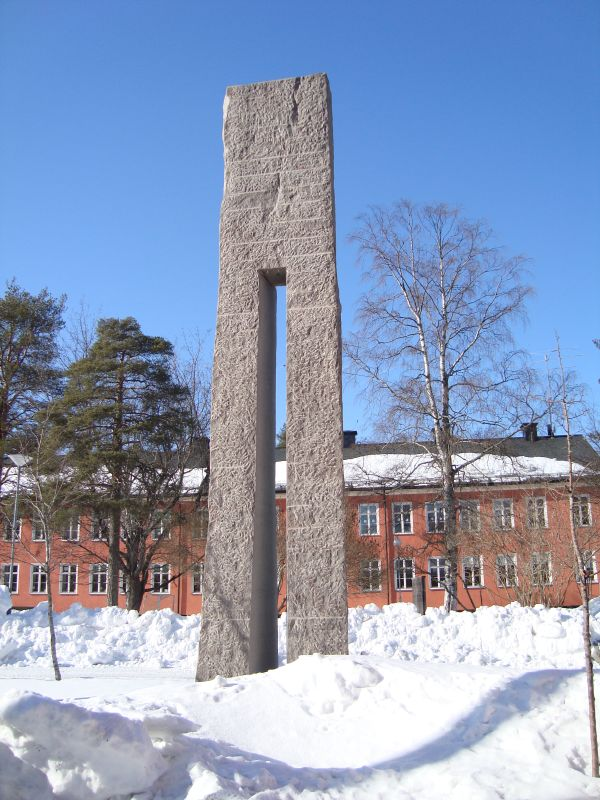
Untitled av Bård Breivik.
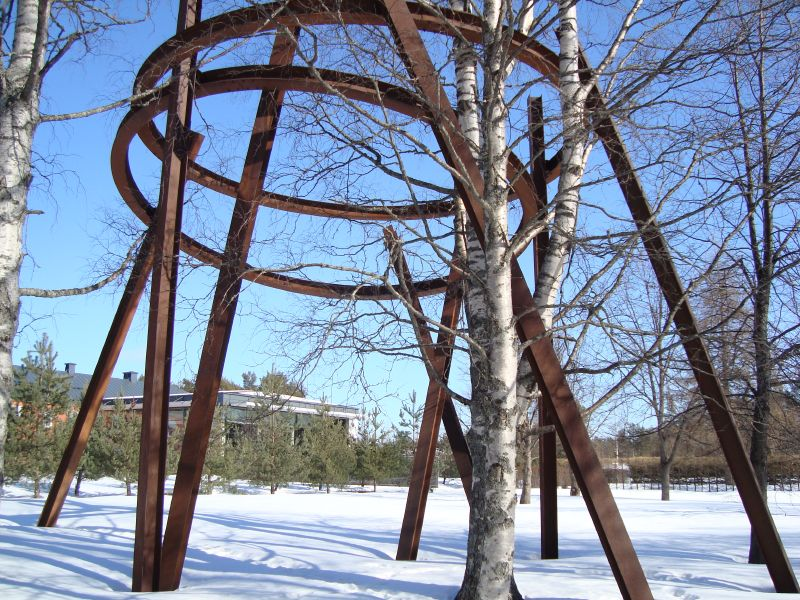
Umeå Prototype av Serge Spitzer.
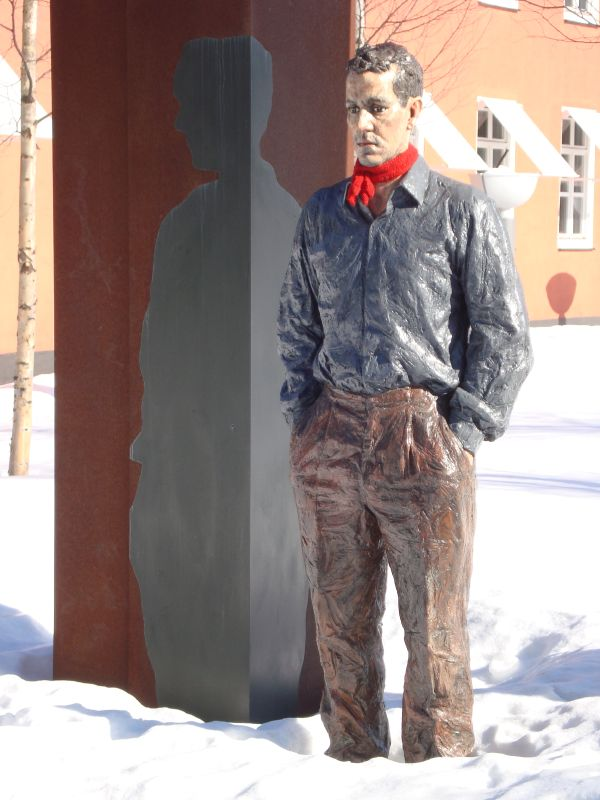
Trajan's Shadow av Sean Henry.
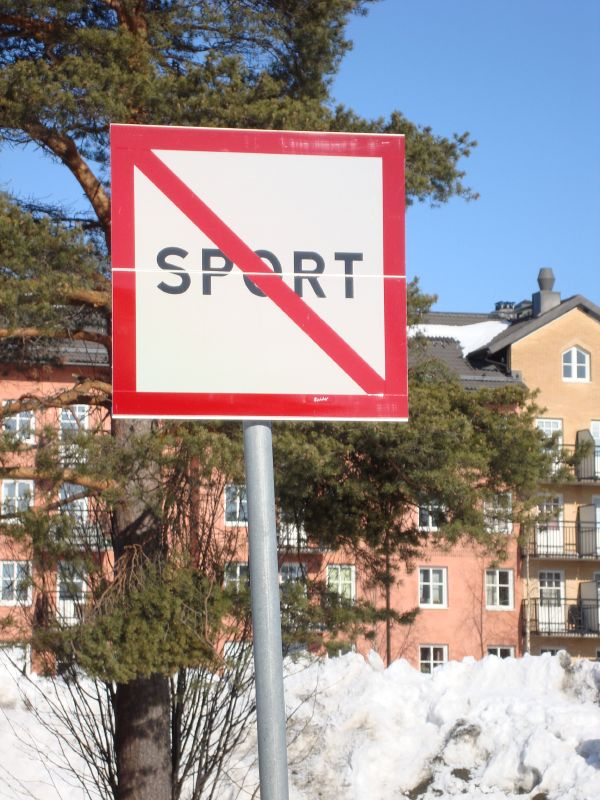
Tillåtet av Mikael Richter.
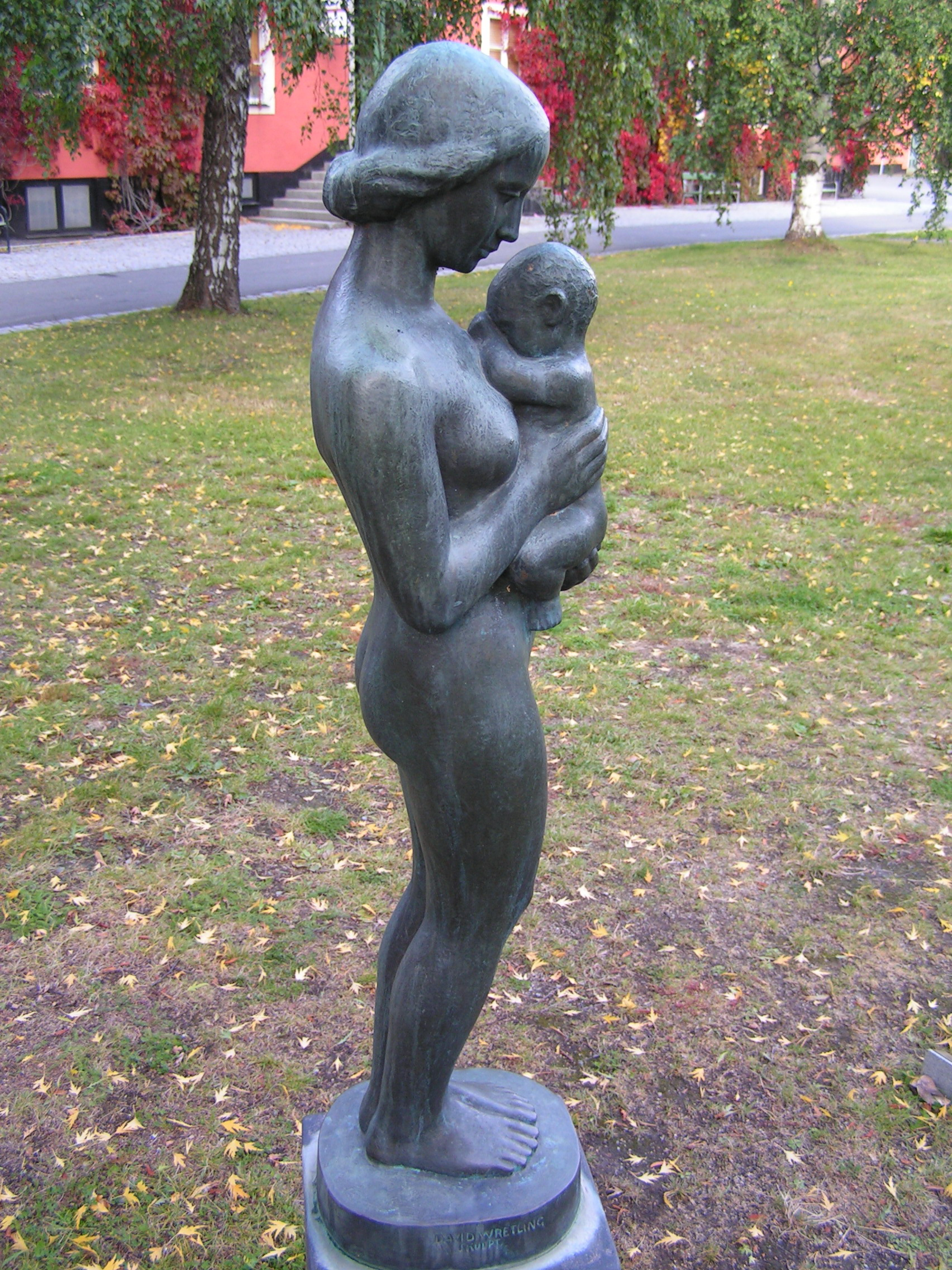
Mor och Barn av David Wretling.
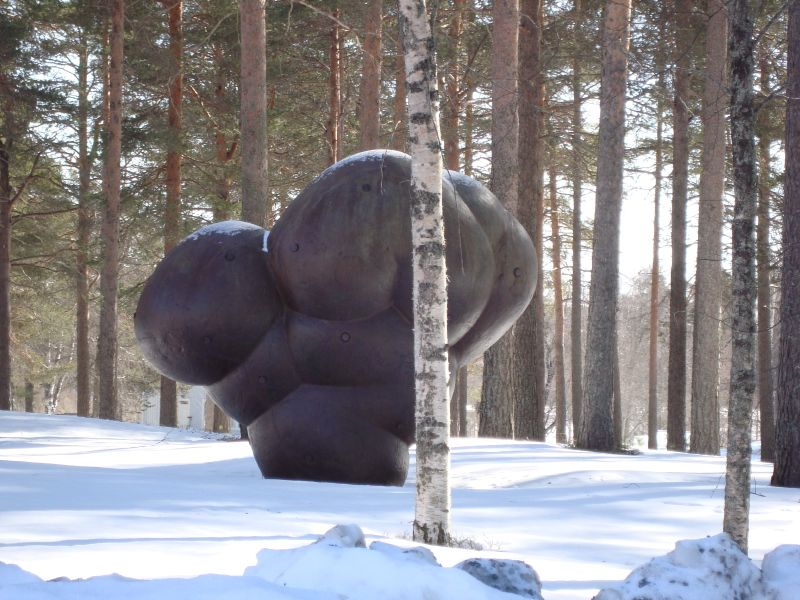
Still Running av Antony Gormley.
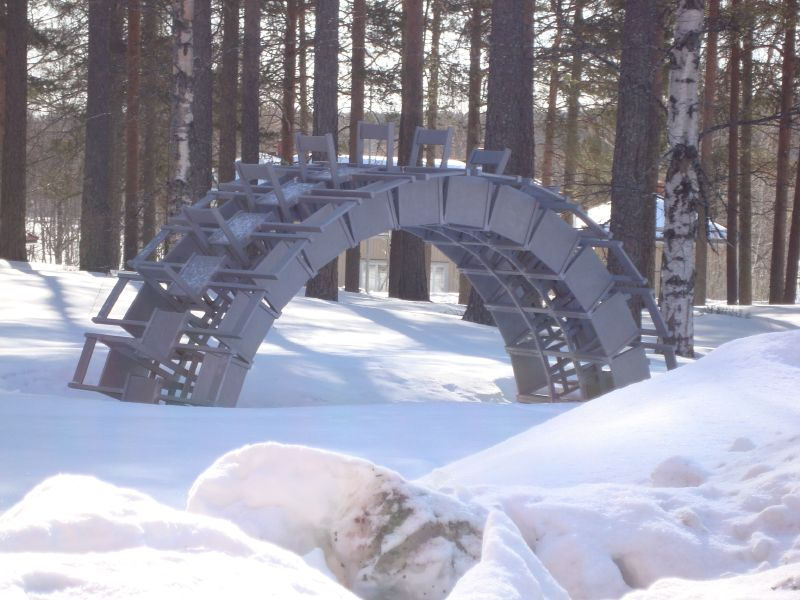
Klassresa av Kari Cavén.
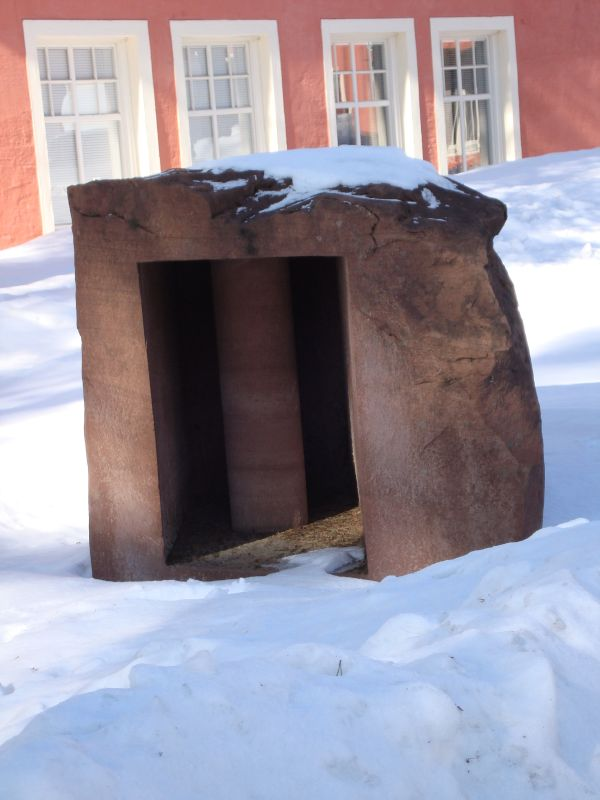
Pillar of light, 1991, av Anish Kapoor.
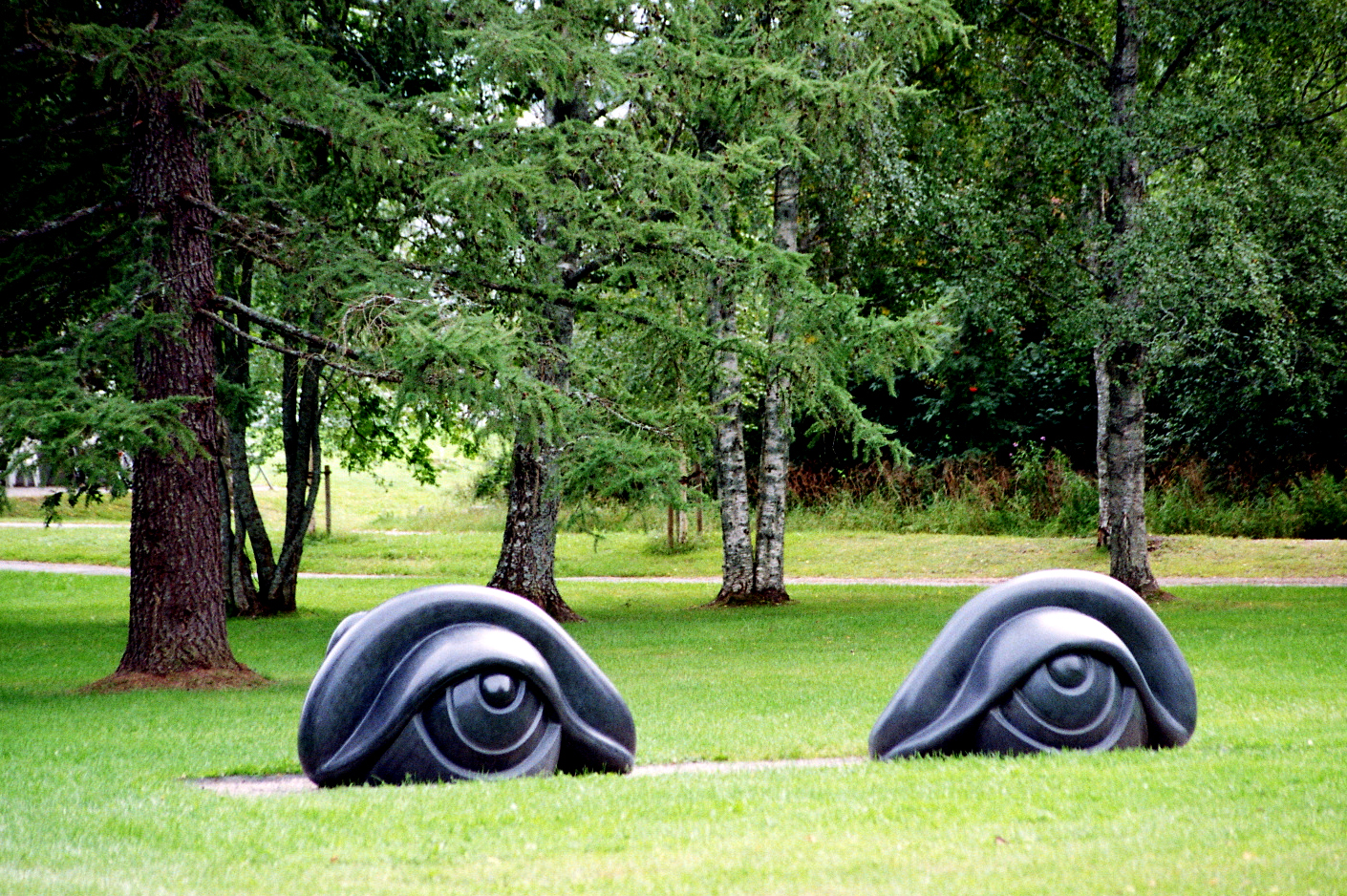
Eye Benches II av Louise Bourgeois.
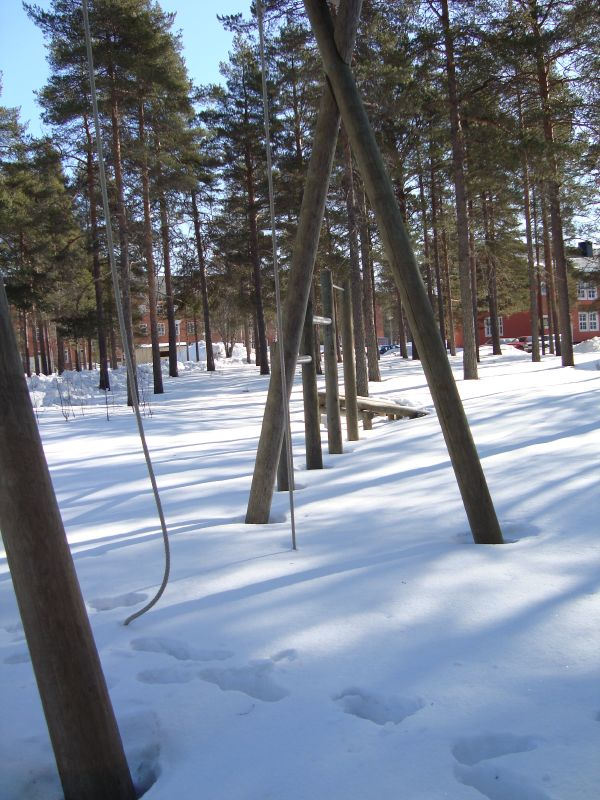
Dysfunctional Outdoor Gym av Torgny Nilsson.
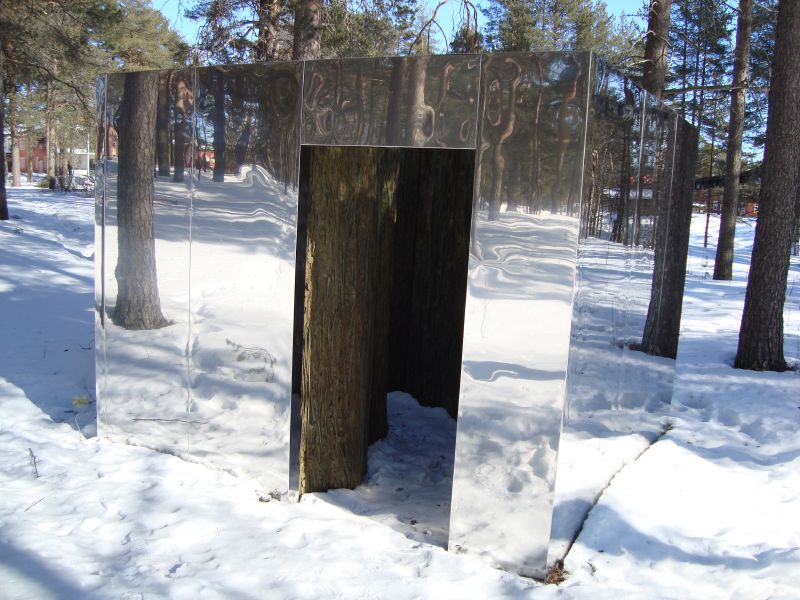
12 Resin and Bronze Powder Panels av Cristina Iglesias.
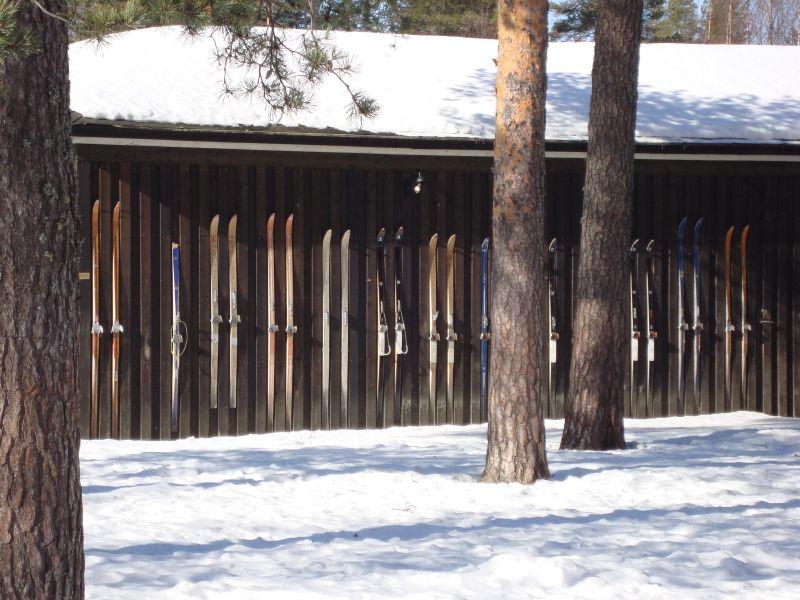
Social meeting av Raffael Rheinsberg.
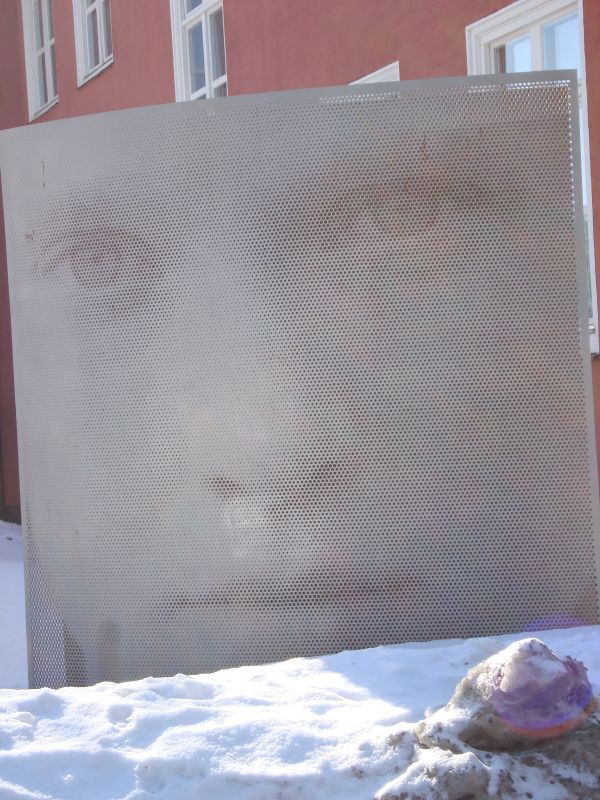
Utan titel av Anne-Karin Furunes.
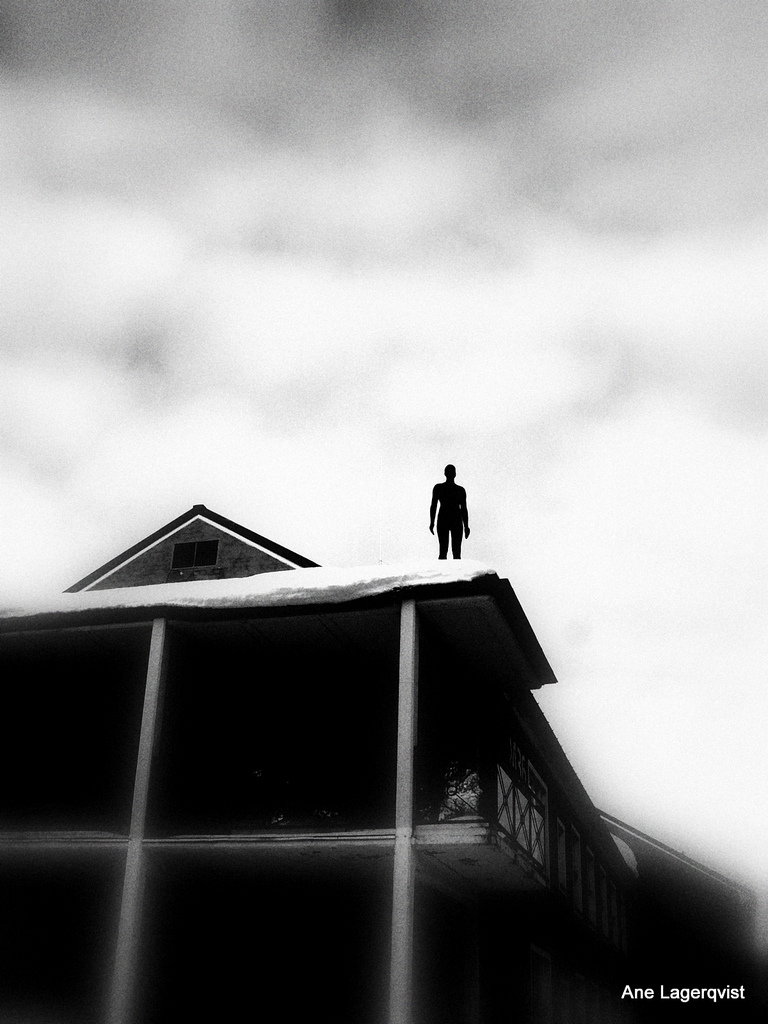
Another time VIII av Antony Gormley.
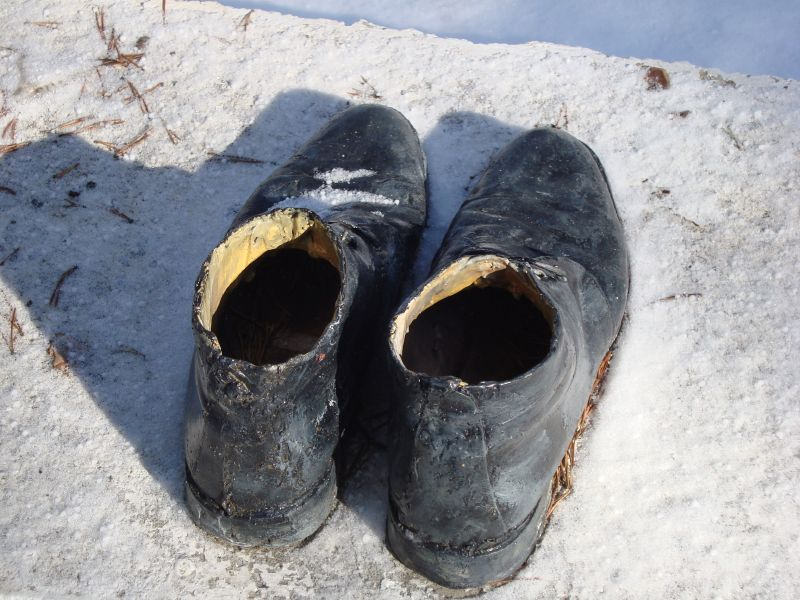
Utan titel av Roland Persson.
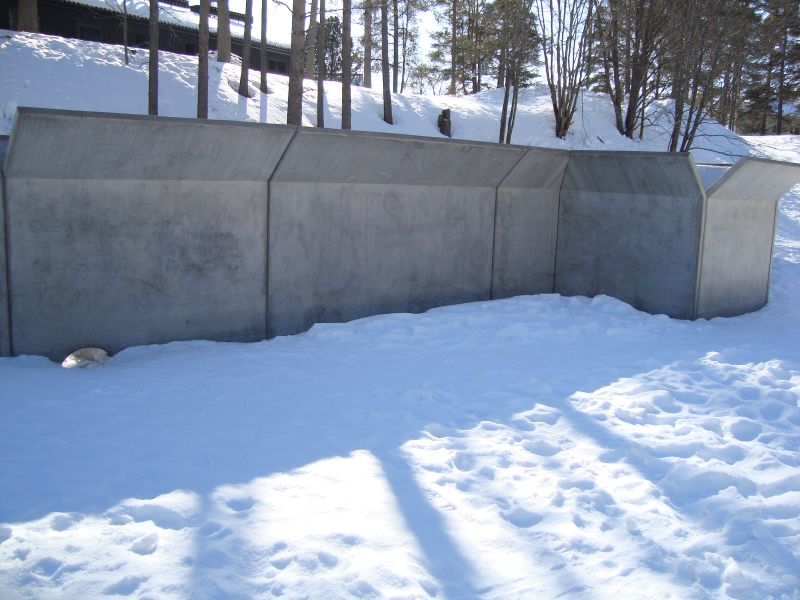
Concrete and leaves av Mirosław Bałka.